# Catherine Marsal
Catherine Marsal, née le 20 janvier 1971 à Metz, est une coureuse cycliste française, devenue coach sportif. Elle domine le cyclisme sur route dans les années 1990 aux côtés de sa compatriote Jeannie Longo. Au cours de sa carrière elle remporte huit médailles aux championnats du monde, dont le titre mondial en 1990. En 1991, elle devient avec l'équipe de France championne du monde du contre-la-montre par équipes. En 1990, elle remporte également le Tour de la CEE, le Tour de l'Aude et le Tour d'Italie. Elle compte à son palmarès plusieurs championnats dans les catégories juniors et élites.
Elle participe à quatre éditions des Jeux olympiques. En 1995, elle bat le record du monde de l'heure, qu'elle conserve deux mois  avant d'être battu par la Britannique Yvonne McGregor.

## Biographie
Catherine Marsal commence le cyclisme à l'âge de huit ans. Elle est la première fille de sa famille qui compte déjà cinq frères aînés ainsi qu'un frère et une sœur cadets. Elle choisit le vélo pour montrer ce dont une fille peut être capable de faire. En 1985, elle obtient son premier titre national à seulement 13 ans. En 1987, surclassée, elle devient à 16 ans, championne du monde chez les juniors dans la course en ligne à Bergame. L'année suivante, elle est sur piste championne du monde de poursuite juniors.
En 1989, elle court son premier championnat de France élites. Alors qu'elle est encore junior, elle termine deuxième derrière Jeannie Longo.
La saison 1990 est l'année de Catherine Marsal. Pour sa première saison élite, elle remporte tout sur son passage. Elle s'adjuge les courses par étapes les plus prestigieuses : le Tour du Texas, le Tour de l'Aude, le Tour d'Italie féminin, le Postgiro et le Tour de la CEE (épreuve qui remplace le Tour de France féminin). Elle devient également pour la première fois championne de France. À Utsunomiya, au Japon, elle remporte à 19 ans le titre mondial pour compléter sa collection de victoire.
L'année suivante voit l'arrivée au plus haut niveau de la Néerlandaise Leontien van Moorsel et une baisse des performances pour Catherine Marsal, notamment due à l'anorexie.
Lors du relais de la flamme olympique des Jeux olympiques d'hiver de 1992, elle est choisie pour réceptionner le flambeau de 1,5 kg à l'aéroport de Paris-Charles-de-Gaulle, arrivant en provenance d'Olympie (Grèce). 
En 1995, Catherine Marsal décide de s'attaquer au record de l'heure, alors propriété de Jeannie Longo avec 46,352 km. Elle effectue sa préparation à Hyères auprès de Daniel Morelon. Sa tentative a lieu le 29 avril 1995 sur le vélodrome de Bordeaux. Elle bat le record avec 47,112 km. Il est cependant lui-même battu le 17 juin 1995 par Yvonne McGregor.
En 1996, peu avant les Jeux olympiques, il lui est diagnostiqué des gros problèmes de minéralisation osseuse. 
En 1999, elle se voit refuser le départ du championnat de France sur route, après avoir manqué un contrôle sanguin inopiné la veille. Elle dormait en effet dans un autre hôtel que le reste de son équipe et leur aurait communiqué, mais cette information n'a pas été transmise à l'organisation. Cela lui vaut une suspension de deux semaines, elle ne peut donc prendre le départ du Tour d'Italie.
Globalement, elle est quatre fois championne du monde, neuf fois championne de France sur route et sur piste et elle a pris part à quatre Jeux olympiques. Tout au long de sa carrière, elle obtient 150 victoires et elle monte onze fois sur le podium des championnats du monde sur piste et sur route. Catherine Marsal est professionnelle jusqu'en 2004.
Après sa carrière, elle est directrice du centre sportif Maersk Fitness-Previa Sundhed au Danemark. Elle vit à Copenhague, où elle a étudié les sciences de la nutrition à l'université. 
Elle est également entraîneuse de l’équipe féminine nationale danoise jusqu'aux Jeux olympiques de Tokyo en 2020.

## Vie privée
Catherine Marsal a fait son coming-out après sa carrière. Elle est mariée avec une Danoise, Stine et chacune des deux a porté un enfant grâce à la procréation médicalement assistée.

## Palmarès sur route

### Palmarès par années
| - 1985 - Championne de France sur route juniors - 1986 - Championne de France sur route juniors - 1987 - Championne du monde sur route juniors - 1988 - Championne de France sur route juniors - Tour du Finistère : - Classement général - 2e et 4e étapes - Tour du Territoire de Belfort : - Classement général - 1re, 2e et 3e étapes - 2e de l'Étoile vosgienne - 10e de la course en ligne des Jeux olympiques - 1989 - Tour de Texas - Tour du Finistère : - Classement général - 1re, 4e et 5e étapes - Circuit des Vignes : - Classement général - 1re étape - Tour du Canton de Perreux : - Classement général - 1re étape - Médaillée d'argent du championnat du monde sur route - Médaillée de bronze du championnat du monde du contre-la-montre par équipes (avec Valérie Simonnet, Cécile Odin et Nathalie Cantet) - 1990 - Championne du monde sur route - Championne de France sur route - Tour de Texas : - Classement général - 4e étape - Tour de l'Aude : - Classement général - 2e, 6e et 8e étapes - Postgiro : - Classement général - 7e étape - Tour d'Italie : - Classement général - 2e et 4e étapes - Tour de la CEE : - Classement général - 2e et 8e (contre-la-montre) étapes - 2e de l'Étoile vosgienne - 1991 - Championne du monde du contre-la-montre par équipes (avec Marion Clignet, Nathalie Gendron et Cécile Odin) - Étoile Vosgienne - 4e étape du Tour de la Drôme - 1re étape de la Canadian Tire Classic - 1re et 2e (contre-la-montre) étapes de la Ronde des Cigognes - 4e étape des Drei Tage van Pattensen - 2e du Tour de l'Aude - 2e du Tour de la Drôme - 2e de la Driedaagse van Pattensen - 3e de la Canadian Tire Classic - 1992 - Médaillée d'argent du championnat du monde du contre-la-montre par équipes (avec Corinne Le Gal, Jeannie Longo et Cécile Odin) - 2e du Tour du Canton de Perreux - 3e de la Coppa delle Nazioni (contre-la-montre par équipes) - 1993 - GP de la Mutualité de la Haute-Garonne : - Classement général - 1re et 4e étapes - 10e étape du Tour cycliste féminin - 2e du championnat de France sur route - 2e du Tour du Territoire de Belfort | - 1994 - Tour de l'Aude : - Classement général - 8e étape - Prologue, 1re et 4e étapes du Tour du Finistère - 2e du Tour du Finistère - 3e du championnat de France sur route - 1995 - 8e étape du Tour de l'Aude - 7e étape du Tour cycliste féminin - Médaillée d'argent du championnat du monde sur route - 2e du championnat de France sur route - 2e du championnat de France du contre-la-montre - 7e du championnat du monde du contre-la-montre - 1996 - Championne de France sur route - Ronde d'Aquitaine : - Classement général - 1re étape et 2e (contre-la-montre) étapes - 5e étape du Tour de l'Aude - 8e étape du Tour cycliste féminin - Médaillée d'argent du championnat du monde du contre-la-montre - 3e du Tour de l'Aude - 10e du championnat du monde sur route - 1997 - Championne de France du contre-la-montre - Grand Prix Clermontois : - Classement général - 1re et 2e étapes - GP de la Mutualité de la Haute-Garonne : - Classement général - 2e étape (contre-la-montre) - 7e étape du Tour d'Italie - 2e du Championnat des Flandres - 2e du Trophée International de Metz - Médaillée de bronze du championnat du monde sur route - 3e du championnat de France sur route - 6e du championnat du monde du contre-la-montre - 1998 - Étoile Vosgienne - 4e et 8e étapes du Tour de l'Aude - 2e du Trophée International de Saint-Amand-Montrond - 3e du Tour de l'Aude - 3e de la Flèche wallonne - 9e de la Coupe du monde cycliste féminine de Montréal - 1999 - 4e étape du GP de la Mutualité de la Haute-Garonne - 2e du championnat de France du contre-la-montre - 3e du Novilon Euregio Cup - 4e de la Primavera Rosa - 5e de la Coupe du monde cycliste féminine de Montréal - 5e du Trophée International de Beauvois-en-Cambrésis - 2000 - 2e du championnat de France sur route - 2e des Boucles Nontronnaises - 2001 - 2e étape de Bisbee Tour - 3e du championnat de France sur route - 3e du Grand Prix des Nations - 2002 - 1re étape du Tour de Castille-et-León - 3e étape du Tour de l'Aude - 2003 - 10e du Lowland International Rotterdam Tour - 2004 - 3e du Grand Prix des Nations |

### Classements mondiaux
| Année          | 1997 | 1998 | 1999 | 2000 | 2001 | 2002 | 2003 | 2004 |
| Classement UCI | 6e   | 5e   | 27e  | 81e  | 88e  | 57e  | 103e | 91e  |
| Coupe du monde | -    | 8e   | 10e  | 50e  | -    | 79e  | 49e  | 68e  |

## Palmarès sur piste
- 1987
  -  Médaillée d'argent du championnat du monde de poursuite juniors
- 1988
  -  Championne du monde de poursuite juniors
  - 3e du championnat de France de la course aux points
- 1989
  - 2e du championnat de France de poursuite
- 1995
  - Vainqueure de la poursuite de la coupe du monde d'Athènes
  - Vainqueure de la course aux points de la coupe du monde d'Athènes
  - 2e du championnat de France de poursuite
  - 2e du championnat de France de la course aux points
  - 6e du championnat du monde de poursuite
- 1996
  - 3e du championnat de France de poursuite
  - 3e du championnat de France de la course aux points
- 1997
  -  Championne de France de la course aux points
  -  Championne de France de poursuite
- 1999
  -  Championne de France de la course aux points

## Records
- Détentrice du record du monde de l'heure : 47,112 km sur le vélodrome de Bordeaux, le 29 avril 1995

## Distinctions
- 1988 : 3ème du "Trèfle d'Or" du Républicain Lorrain (trophée décerné aux meilleurs sportifs lorrains de l'année)